# Pachyelmis basilewskyi
Pachyelmis basilewskyi is een keversoort uit de familie beekkevers (Elmidae). De wetenschappelijke naam van de soort werd in 1956 gepubliceerd door Joseph Delève.